# Montiano
Montiano est une commune italienne de la province de Forlì-Cesena dans la région Émilie-Romagne en Italie.

## Géographie
Entourée par Longiano, Cesena et Gambettola, la commune de Montiano est située sur une petite route provinciale à 7 km au Sud-Ouest de Savignano sul Rubicone. Le territoire s’étend sur 9,3 km2 a une altitude moyenne de 159 mètres (48 à 320 mètres).
Les grandes agglomérations sont : Milan à 280 km, Florence à 91 km, Bologne à 89 km (autoroute A1), Rome 245 (super-route A45), Venise 150 (super-route A45 et Romea)

## Histoire
La famille Guidi de Pesaro, vivait en partie à Montiano aux XVIIe et XVIIIe siècles.
Le premier document faisant référence à Montiano date de 895 quand la comtesse lombarde Ingelrada le donna à l’archevêché de Ravenne.

Après une suite de longues oppositions entre Cesena et Rimini, à la fin du XIVe siècle Montiano fut assigné aux Malatesta (famille) de Cesena qui (en 1355) le défendirent de Ludovico Ordelaffi de Forlì.

En 1441, Montiano retourne sous l’église de Ravenne qui le cède à un noble de Ferrare.

Entre les XVe et XVIe siècles, le fief retourne sous Cesena qui le tînt jusqu’en 1570, quand le pape Pie V le cède au Malatesta de Roncofreddo qui y construisirent l’imposante ' ' Rocca ' '.

En 1654, par manque de descendance mâle des Malatesta, Montiano devient fief des Spada de Bologne qui l’administrèrent jusqu’en 1797, puis après l’abolition de la féodalité, Montiano entre dans la République cisalpine avec la région de Romagne (Italie) et sont incorporés aux États pontificaux en 1815 puis dans le royaume d’Italie en 1861.

## Rocca Montiano
La splendide rocca en forme de cœur surplombe et entoure le petit bourg derrière ses murs. Elle fut, de par la volonte de Carlo Felice, la résidence de Giacomo Malatesta qui fit, entre autres, édifier la porte d’accès au bourg qui prit le nom de Arco Spada après sa restauration en 1712 par Sigismondo Spada.

## Administration
| Période                                  | Période  | Identité     | Étiquette     | Qualité |
| ---------------------------------------- | -------- | ------------ | ------------- | ------- |
| 08/06/2009                               | En cours | Fabio Molari | Liste civique |         |
| Les données manquantes sont à compléter. |          |              |               |         |

### Hameaux
Badia,Montenovo

### Communes limitrophes
Césène, Longiano, Roncofreddo

## Population

### Évolution de la population en janvier de chaque année
| 1861  | 1901  | 1921  | 1951  | 1961  | 1971  | 1981  | 1991  | 2001  |
| ----- | ----- | ----- | ----- | ----- | ----- | ----- | ----- | ----- |
| 1 659 | 1 965 | 2 221 | 2 134 | 1 827 | 1 565 | 1 567 | 1 545 | 1 591 |

| 2011  | - | - | - | - | - | - | - | - |
| ----- | - | - | - | - | - | - | - | - |
| 1 710 | - | - | - | - | - | - | - | - |

### Ethnies et minorités étrangères
Selon les données de l’Institut national de statistique (ISTAT) au 1er janvier 2010 la population étrangère résidente était de 120 personnes.
Les nationalités majoritairement représentatives étaient :
| Pos. | Pays     | Population |
| ---- | -------- | ---------- |
| 1    | Bulgarie | 45         |
| 2    | Maroc    | 20         |